# Bundesstraße 611
Die Bundesstraße 611 (Abkürzung: B 611) ist eine Bundesstraße zwischen den Anschlussstellen Gohfeld (ehemals Dreieck Löhne) an der A 30 und Vlotho-West an der A 2.
Der ca. 2,8 km lange im Autobahnquerschnitt errichtete Teil der Strecke ab Löhne-Gohfeld wurde als Vorleistung für die bis Bremen geplante A 5 bereits in den 1970er-Jahren errichtet, und war zuvor Teil der Bundesstraße 61. Im weiteren Verlauf folgt die B 611 größtenteils die Trasse der ehemaligen Landesstraße 773 (Knickstraße) und hat im Vlothoer Ortsteil Exter Anschluss an die Anschlussstelle »Vlotho-West« der A 2.
Der Planfeststellungsbeschluss ist am 20. Dezember 2012 ergangen, wurde am 8. Mai 2013 im Amtsblatt des Kreises Herford veröffentlicht und konnte vom 21. Mai bis zum 3. Juni 2013 eingesehen werden. Im Februar 2016 wurde mit einem ersten etwa 700 m langen Bauabschnitt bei der Anschlussstelle Vlotho-West an der A 2 begonnen, der 2017 fertiggestellt wurde. Der zweite Bauabschnitt wurde 2017 begonnen, hiervon ist das ca. 500 m lange Teilstück zwischen dem Ende der autobahnähnlichen B 61 und der neuen Kreuzung mit der B 61 Richtung Herford bereits 2018 freigegeben worden. Die Fertigstellung der restlichen Bundesstraße, die ursprünglich erst für Ende 2019 geplant war, erfolgte am 15. Juli 2019. Mit der Fertigstellung wurde der autobahnähnliche Abschnitt bei Löhne-Gohfeld von der B 61 zur B 611 umgewidmet, der Teil der B 61 zwischen Herford und Bad Oeynhausen wurde Anfang 2020 zur Landesstraße abgestuft.

## Trivia
Die B 611 ist die einzige deutsche Bundesstraße mit einer Nummer im Bereich zwischen 600 und 699, außerdem ist 611 die höchste vergebene Bundesstraßennummer in Deutschland.